# ژان لوئی لاگادک
ژان لوئی لاگادک (انگلیسی: Jean-Louis Lagadec; ۲۳ مهٔ ۱۹۳۳ – ۶ اکتبر ۲۰۱۲) بازیکن فوتبال اهل فرانسه بود.
از باشگاه‌هایی که در آن بازی کرده‌است می‌توان به باشگاه فوتبال باستیا و باشگاه فوتبال لو آور اشاره کرد.